# Kasteel Huyenhoven

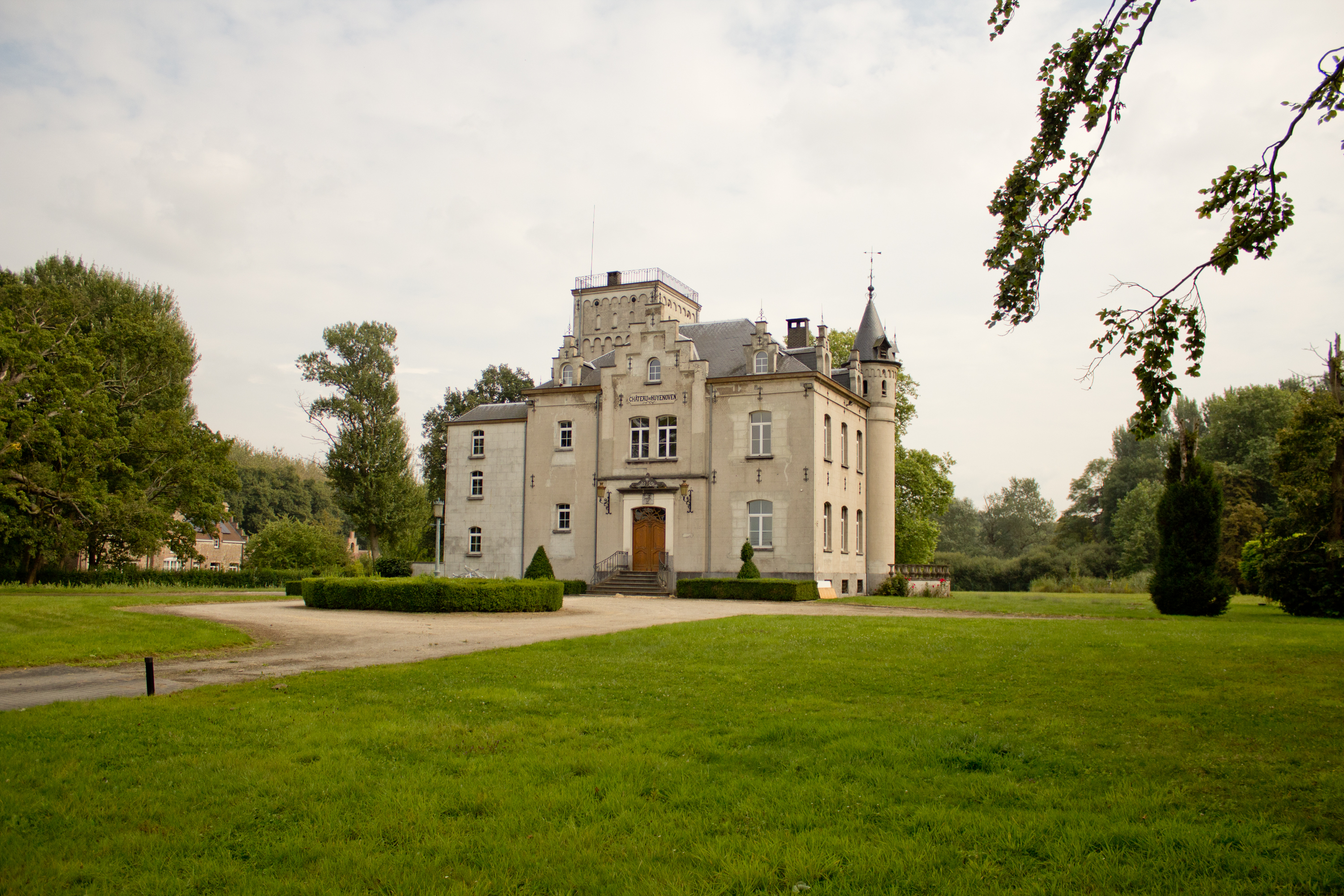
Kasteel Huyenhoven

Het Kasteel Huyenhoven is een kasteel in de tot de Vlaams-Brabantse gemeente Vilvoorde behorende plaats Peutie, gelegen aan de Drie Kastelenstraat 3-5.

## Geschiedenis
Het landhuis werd in 1860 gebouwd door Charles Rayé, die arts was in Vilvoorde. Het kasteel is vernoemd naar het nabije gehucht Huinhoven en het ligt aan de rand van het Floordambos. Het werd ontworpen door Antoine Trappeniers in een romantiserende stijl die aan een middeleeuws kasteel doet denken.
Het kasteel lag in een park van 7 ha met een serpentinevijver van 83 are die de suggestie van een stromend riviertje moest geven. Louis Fuchs gaf het park vorm in de 2e helft van de 19e eeuw.
In 1883 kwam het kasteel aan graaf Adolphe de Ribaucourt. In 1990 werd het domein gesplitst en verkocht als twee percelen. Hierdoor werden vijver en kasteel gescheiden.
In het park zijn enkele monumentale bomen te vinden.